# Verenigd Koninkrijk op het Eurovisiesongfestival 2024

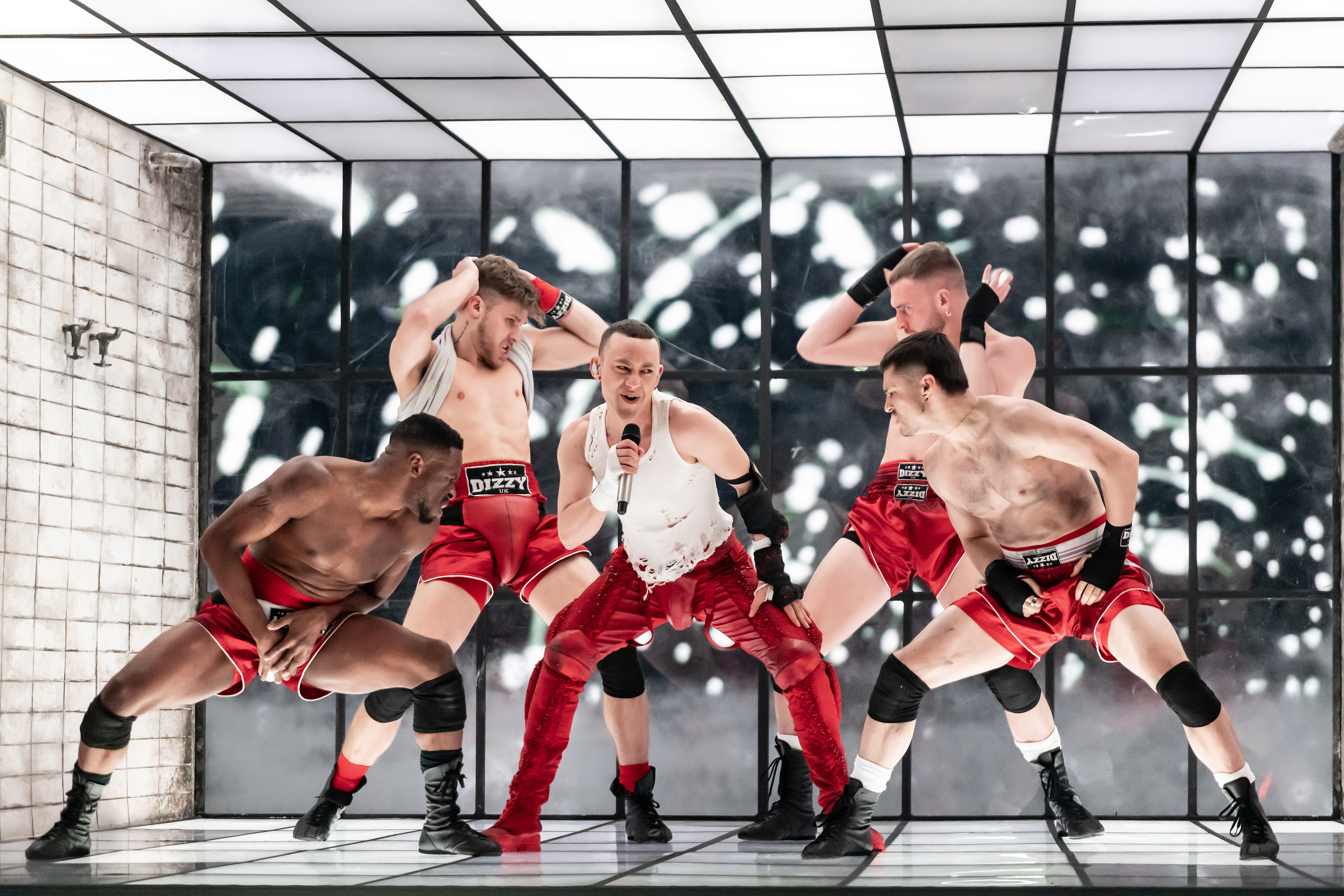
Olly Alexander tijdens de repetities voor de eerste halve finale.

Het Verenigd Koninkrijk nam deel aan het Eurovisiesongfestival 2024 in Zweden. Het was de 65ste deelname van het land aan het Eurovisiesongfestival. De BBC is verantwoordelijk voor de Britse bijdrage voor de editie van 2024.

## Selectieprocedure
Op 16 december 2023 maakte Olly Alexander zanger van de formatie Years & Years bekend dat hij de Britse vertegenwoordiger voor het Eurovisiesongfestival 2024 zou zijn. Hij maakte zijn deelname bekend in de finale van Strictly Come Dancing op BBC One. Het nummer waarmee hij naar Malmö gaat is geschreven door Alexander zelf in samenwerking met Danny L Harle.

## In Malmö
Als lid van de Big 5 is het Verenigd Koninkrijk al zeker van de finale op zaterdag 11 mei. Het Verenigd Koninkrijk kreeg plaats 13 in de startvolgorde, na Griekenland en voor Noorwegen. 
Olly Alexander behaalde een 18de plaats met 46 punten. Opvallend gezien de populariteit van de groep, wist het land geen enkel punt van de kijkers te ontvangen. 
1957 · 1958 · 1959 · 1960 · 1961 · 1962 · 1963 · 1964 · 1965 · 1966 · 1967 · 1968 · 1969 · 1970 · 1971 · 1972 · 1973 · 1974 · 1975 · 1976 · 1977 · 1978 · 1979 · 1980 · 1981 · 1982 · 1983 · 1984 · 1985 · 1986 · 1987 · 1988 · 1989 · 1990 · 1991 · 1992 · 1993 · 1994 · 1995 · 1996 · 1997 · 1998 · 1999 · 2000 · 2001 · 2002 · 2003 · 2004 · 2005 · 2006 · 2007 · 2008 · 2009 · 2010 · 2011 · 2012 · 2013 · 2014 · 2015 · 2016 · 2017 · 2018 · 2019 · 2020 · 2021 · 2022 · 2023 · 2024 · 2025
Albanië · Armenië · Australië · Azerbeidzjan · België · Cyprus · Denemarken · Duitsland · Estland · Finland · Frankrijk · Georgië · Griekenland · Ierland · IJsland · Israël · Italië · Kroatië · Letland · Litouwen · Luxemburg · Malta · Moldavië · Nederland · Noorwegen · Oekraïne · Oostenrijk · Polen · Portugal · San Marino · Servië · Slovenië · Spanje · Tsjechië · Verenigd Koninkrijk · Zweden · Zwitserland